# Національна академія управління
Національна академія управління (НАУ) — вищий навчальний заклад України. Заснований 22 квітня 1992 року на кадровій базі відомого Київського інституту політології та соціального управління. А вже в 2002 році отримала високу державну відзнаку –почесну грамоту Кабінету Міністрів України «За значний внесок у розвиток національної освіти і науки, впровадження інноваційних педагогічних ідей, сучасних методів підготовки кадрів». Першим ректором Академії став відомий вчений та громадський діяч, доктор економічних наук, професор Кириченко Олександр Анатолійович. Перший випуск студентів відбувся в 1995 році. З початку існування Академії на постійній основі тут працювали десятки висококваліфікованих професорів та доцентів — таким чином, продовжились найкращі традиції в підготовці кадрів економістів і менеджерів-управлінців. Академія стала помітним культурно-просвітницьким центром, видавцем наукових періодичних видань з високим рівнем міжнародної індексації. У престижному рейтингу ВНЗ України ТОП-200, який з 2007 року проводить кафедра ЮНЕСКО, Академія незмінно входить до 20 % найкращих українських університетів[джерело?]. А за показником якості навчання всі ці роки незмінно входить у десятку найкращих ВНЗ України[джерело?].

## Навчання
Базова вища освіта в Академії проводиться за чотирирічними програмами бакалаврату. Випускники бакалаврату можуть одержати повну вищу освіту, подавши документи на вступ до магістратури, термін навчання в якій становить півтора року. За бажанням студент може здобувати одразу дві спеціальності з різних напрямків підготовки за програмою подвійного диплому. Під час навчання здобувачі мають змогу змінити обрану спеціалізацію. Також в Академії пропонується наукова та дослідницька робота в аспірантурі, докторантурі.
Високопрофесійний і досвідчений викладацький колектив реалізує місію Академії, яка полягає у формуванні найвищих стандартів освітньо-професійної підготовки фахівців, конкурентоздатних на ринку праці. Викладачі Академії проводять наукові дослідження, виявляють нові напрямки  розвитку науки, виховують та збагачують особистість студента за допомогою системи освіти, яка відповідає сучасним     світовим стандартам. Усі кафедри  очолюють доктори наук, професори, що користуються авторитетом і визнанням у науково-освітньому просторі України, а також працюють візитінг-професорами в закордонних університетах. У навчальному процесі Академія вдало та ефективно поєднує авторитет досвідчених викладачів та енергію й  креатив молодих кадрів.
Навчальний рік в Національній академії управління, як і у більшості вишів України, складається з двох семестрів. Наприкінці кожного осіннього семестру студенти 1—3 курсів здають курсову роботу з профільних дисциплін. Для здобуття освітньо-кваліфікаційного рівня «бакалавр» після четвертого курсу студенти складають бакалаврський іспит (складається з 2-х частин) перед державною комісією.

## Кафедри
- Фінансів та банківської справи
- Економіки та управління
- Міжнародної економіки
- Обліку, аудиту та статистики
- Теорії та історії держави і права
- Цивільного та кримінального права
- Господарського права
- Інтелектуальних систем
- Суспільних наук
- Інформаційних технологій та математики
- Іноземних мов
- Фізичного виховання

## Викладачі
- Баранівський Василь Федорович
- Болотіна Нінель Борисівна
- Матвійчук Валерій Костянтинович
- Погорілко Віктор Федорович
- Соскін Олег Ігорович
- Сікора Веніамін Дмитрович

## Видання
З 2000 НАУ видає щомісячний науковий журнал в галузі економічних наук «Актуальні проблеми економіки». Виходить українською, російською і англійською мовами. Головний редактор — Єрмошенко Микола Миколайович. 2010 року журналу був присвоєний імпакт-фактор за версією Thomson Reuters, найнижчий серед 19 українських наукових журналів: 0,003. 2011 року журнал отримав імпакт-фактор 0,039. Проте у 2012 році Thomson Reuters виключив «Актуальні проблеми економіки» зі свого переліку через надлишок самоцитувань. Зокрема, 2011 року посилання на власні статті склали 91 % всіх цитувань статей журналу.

На думку Ірини Єгорченко, старшого наукового співробітника Інституту математики НАНУ, члена Реанімаційного пакету реформ це видання: 
|  | дуже дорогий комерційний журнал без контролю якості, редакція якого не мала навіть достатньої кваліфікації щоб правильно перекласти свою назву. |